# Nikon F2
 (mai 2021).
Si vous disposez d'ouvrages ou d'articles de référence ou si vous connaissez des sites web de qualité traitant du thème abordé ici, merci de compléter l'article en donnant les références utiles à sa vérifiabilité et en les liant à la section « Notes et références ».
Le Nikon F2 est un appareil photographique reflex mono-objectif de format 35 mm. Il a été produit, de 1971 à 1980, par la compagnie japonaise d’optique Nippon Kogaku K. K. (filiale de Nikon depuis 1988).
Le boîtier utilise un obturateur plan focal à défilement horizontal équipé de rideaux en titane offrant une vitesse d’obturation maximum au 1/2000 s, pose, et une synchro flash au 1/80 s.
Ses dimensions sont :
- 98 mm de hauteur
- 152,5 mm de largeur
- 65 mm de profondeur
- un poids de 730 g

Il était disponible à la vente en noir avec des parties chromées, ou tout en noir.
Le F2 était le second appareil d’une longue liste de Nikon F de niveau professionnel de SLR 35 mm, cette ligne de produits commence par le Nikon F (produit de 1959 à 1974). Lui succéderont, comme dans une dynastie, les fleurons de la marque : F3 (1980 - 2001), F4 (1988 - 1996), F5 (1996 - 2005) et F6 (2004 – 2020).
Le F2 restera le dernier appareil professionnel Nikon doté d'un boîtier entièrement mécanique. Fondé sur le même principe de modularité que son prédécesseur, le F2 a pu rester au goût du jour, et en haut de la hiérarchie des boîtiers pros, par remplacements successifs de ses viseurs. Le DP-1, viseur standard lors de sa sortie, n'était qu'un viseur FTN de Nikon F redessiné. Le dernier viseur sorti en 1978 pour le F2, le DP-12, possédait le nouveau couplage AI de l'ouverture à la cellule, des diodes pour l'affichage de l'exposition dans le viseur, une plage de mesure de l'exposition descendant jusqu'à 8 secondes, et une connexion pour le DS-12, accessoire permettant d'automatiser le diaphragme. Par un simple jeu d'accessoires, on passait d'un boîtier minimaliste, purement mécanique et sans cellule, à un boîtier automatique sur les diaphs, télécommandable, pouvant fonctionner de façon autonome grâce à des dos de grandes capacités, et des systèmes de déclenchement automatisés.
Et dans ce but, le F2 a sans douter été le boitier Nikon professionnel qui a le plus comporté d'accessoires lui étant spécialement dédiés. L'utilisateur disposait de :
- 5 viseurs-posemètre : les DP-1, DP-2 et DP-3 non AI, puis les DP-11 et DP-12 à partir de 1978. Le DP-12, le plus évolué, permettait des mesures de lumière jusqu'à des poses de 8 secondes, poses disponibles sur le boitier par l'intermédiaire d'un retardateur gradué, servant aussi pour les poses longues au-dessus de la seconde. (ce qui en dit long sur la qualité de conception de ce boitier)
- 3 servo-commandes de diaphragme successives : les DS-1 puis DS-2 non AI, utilisables avec les prismes DP-2 et DP-3, et la DS-12 à partir de 1978, à utiliser avec le prisme DP-12. Ces servocommandes, utilisées avec les prismes-cellules à affichage par diode, utilisaient les données de la cellule pour régler, grâce à un moteur, le diaphragme à la bonne valeur.
- 4 viseurs spécifiques, en plus des prismes-cellules : viseur sportif, prisme simple DE-1, viseur pour astrophotographie DW-2, et viseur pliant DW-1.
- une vingtaine de verres de visée : dépolis, clairs, avec ou sans stigmomètre, avec stigmomètres sur toute la surface du verre ou non et de différentes tailles, avec cadre pour écran TV…)
- 2 moteurs : le MD-1, remplacé plus tard par le MD-2, et le MD-3. Ces moteurs possédaient, à leur tour, leur système propre d'alimentations, de déclencheurs filaires, d'intervallomètres…
- 4 dos différents : 1 dos dateur, 2 dos grandes capacité (le MF-1 de 250 vues, et le MF-2 de 750 vues), plus un dos MF-3 à utiliser avec le moteur MD-2 pour laisser l'amorce du film dehors lors du rembobinage… Ces dos possédaient aussi leur système propre d'alimentations, de cassettes de film (AM-1, MZ-1, MZ-2), de matériel de chargement en chambre noire…
- un système de flash spécifiques, dû à la fixation particulière du flash sur ce boitier (au-dessus de la manivelle de rembobinage), et des systèmes de réflecteurs, d'alimentations, et d'accessoires particuliers à ces flashs.

Le F2, boîtier entièrement mécanique d'une remarquable conception et qualité de fabrication, et d'une grande fiabilité, est souvent vu, par les professionnels de la photo comme par les réparateurs de matériel, comme le plus beau et le mieux conçu des reflex mécaniques, avec le Pentax LX (en) et l'Olympus OM-3 (en). Il reste, trente ans après l'arrêt de sa fabrication, un boîtier très populaire et apprécié par les amateurs de beaux boîtiers.
Après lui, le F3 adoptera l'automatisme des vitesses en natif, l'affichage à cristaux liquides. À partir du F4, les boîtiers deviendront autofocus.
Les Nikon de la série F ne possèdent aucun composant en commun, excepté l’utilisation continue de la monture Nikon F.